# Jezerane
Jezerane este o arie protejată (sit de importanță comunitară — SCI) din Croația întinsă pe o suprafață de 21,1 ha, integral pe uscat.

## Localizare
Centrul sitului Jezerane este situat la coordonatele 45°03′03″N 15°11′26″E / 45.050744°N 15.19058°E.

## Înființare
Situl Jezerane a fost declarat sit de importanță comunitară în iulie 2013 pentru a proteja un număr necunoscut de specii din flora spontană și fauna sălbatică aflate în arealul zonei.

## Biodiversitate
Situată în ecoregiunea alpină, aria protejată conține 1 habitat natural: Pajiști uscate seminaturale și facies de acoperire cu tufișuri pe substraturi calcaroase (Festuco-Brometalia) (* situri importante pentru orhidee).
La baza desemnării sitului se află un număr nedeclarat de specii protejate.